# Frontera entre Burundi y la República Democrática del Congo
La frontera entre Burundi y República Democrática del Congo es la frontera que separa los territorios de la República de Burundi y de la República Democrática del Congo. Tiene 233 km de longitud.

## Características
Comienza el norte en la triple frontera entre Tanzania-Burundi-Ruanda, en la confluencia de los ríos Ruzizi y Ruwais, y sigue el río Ruzizi hacia el sur hasta el extremo septentrional del lago Tanganica, cercano a Buyumbura (Burundi). Desde este puente el trazado fronterizo sigue por la línea media del lago Tanganica hacia el sur hasta las proximidades del paralelo 40°20′ S, donde termina en la triple frontera (dentro del lago) Tanzania-Burundi-República Democrática del Congo.